# عصر نيلي
العصر النيلي (الإنديغو) أو الاقتصادات النيلية هو مفهوم أُعلنه أوّل مرة رجل الأعمال الدولي ميخائيل فريدمان في بدايات عام 2016، وهو مؤسس مساعد في مجموعة ليتر ون، التي تشكّل شركة استثمار دولية. استخدم فريدمان هذا المصطلح لوصف ما يعتبره ظهور عصر جديد من الاقتصادات وعلوم الاقتصاد المرتكزة على الأفكار، والابتكار، والإبداع، ويرى أنه سيحل مكان الاقتصادات المعتمدة على امتلاك الموارد الطبيعية. اختيرت كلمة «النيلي» في البداية بالاعتماد على مصطلح أطفال نيليون، الذي استُخدم لوصف الأشخاص ذوي القدرات الاستثنائية والمبتكرة.
يصف فريدمان العصر النيلي بأنه عصر مربك تقوده مستويات استثنائية من الإبداع البشري، حيث يمتلك الأفراد والكيانات الموهوبة بشكل غير طبيعي القدرة على الوصول إلى مستويات جديدة من الإمكانات البشرية والإنجاز الاقتصادي. إنه «عصر اقتصادي جديد حيث لم يعد مصدر الثروة الوطنية هو إيجار المورد بل البنية التحتية الاجتماعية الاقتصادية التي تسمح لكل شخص بتحقيق إمكانيته الإبداعية أو الفكرية. لكن وفقًا لفريدمان، وبالاعتماد على ملاحظاته للمؤشرات الاقتصادية الحديثة، والتقلب السوقي والسياسي، والنماذج التاريخية، إنه عصر سيولّد الرابحين والخاسرين عندما تفشل الدول والجماعات المتأخرة بالتكيف بسرعة كافية.
نشرت مجلة غلوبال بريسبكتيفز التابعة لليتر ون أواخر عام 2016  مؤشر النيلية، إذ صُنّفت 152 دولة بحسب قدرتها على المنافسة والنمو باقتصاداتها المدعومة بالمهارات الرقمية، والابتكار، والأفكار عوضًا عن كونها مدعومة بالموارد الطبيعية. أُطلقت جائزة النيلي (الإنديغو) عام 2017، لمكافأة المفاهيم الجديدة للقياس الاقتصادي التي تتجاوز مجرد الناتج المحلي الإجمالي، لمّا كانت الدول منتقلة في القرن الواحد والعشرين إلى الاقتصادات التي يشكّل فيها الابتكار، والإبداع، والمهارات الرقمية عوامل اقتصادية محركة. تهدف المنافسة إلى تحفيز النقاش حول العوامل المُقاسة حاليًا، والاقتصادات المتطورة المحددة، وقواعد المهارات والتكنولوجيا، وما يجب أخذه بعين الاعتبار في الإحصاءات الاقتصادية الرسمية التي تقيس ازدهار الاقتصاد الحديث، وحجمه، ونموه.

## العصر النيلي
نُشر المصطلح الاقتصادي «العصر النيلي» في بداية عام 2016، ونشره المؤسس المساعد لشركة الاستثمارات الدولية ون ليتر. استخدم هذا المصطلح لوصف العصر الاقتصادي الجديد الذي يرتكز على الأفكار، والابتكار، والإبداع، ووضع نظرية لتحل مكان العصر السابق الذي يرى أنه مُحدّد بالكفاح من أجل الموارد الطبيعية والأرض التي تحتوي عليها، ومُقاس بالناتج المحلي الإجمالي فقط. أُخذت كلمة «نيلي» من مصطلح أطفال نيليين، الذي استُخدم لوصف الأشخاص ذوي القدرات المبتكرة والاستثنائية. نشر موقع شركة ون ليتر غلوبال بريسبكتيفز على الإنترنت أنّ الترميز النيلي «يجسد خرقًا للقاعدة، وهذا ما يعكس بشكل كبير العصر الجديد الذي ندخل إليه، العصر الذي يفتقر إلى العُرف، ويقوده الابتكار.

كتب فريدمان في مقال نشرته ريل كلير بوليتيكس في أبريل عام 2016، وأُعيدت عنونته وطباعته في مايو عام 2016 في جيروزاليم بوست، وأُعيدت طباعته تحت العنوان الأصلي في نوفمبر عام 2016 في مجلة شركة ون ليتر غلوبال بريسبكتيفز : 
نحن ندخل في عصر مربك تقوده مستويات استثنائية من الإبداع البشري. جيل جديد من الأفراد الفضوليين، والموهوبين، وذوي الإرادة الصلبة لن يوقفهم أي عُرف أو ماضٍ. يشكّل جيل «النيلي» الجديد الآن اقتصاد الغد ويخلق ثروة وطنية. أستخدمُ مصطلح نيلي لأنه يُستخدم للإشارة إلى الأطفال ذوي القدرات الخاصة أو الاستثنائية. هذا عصر أصبح فيه الأفراد والكيانات الموهوبة بشكل غير عادي القدرة على الوصول إلى مستويات جديدة من الإمكانات البشرية والإنجاز الاقتصادي. (الإنديغو) أو «الاقتصادات النيلية»: هو مفهوم أُعلنه أوّل مرة رجل الأعمال الدولي ميخائيل فريدمان في بدايات عام 2016، وهو مؤسس مساعد في مجموعة ليتر ون، التي تشكّل شركة استثمار دولية. استخدم فريدمان هذا المصطلح لوصف ما يعتبره ظهور عصر جديد من الاقتصادات وعلوم الاقتصاد المرتكزة على الأفكار، والابتكار، والإبداع، ويرى أنه سيحل مكان الاقتصادات المعتمدة على امتلاك الموارد الطبيعية. اختيرت كلمة «النيلي» في البداية بالاعتماد على مصطلح الأطفال النيليين، الذي استُخدم لوصف الأشخاص ذوي القدرات الاستثنائية والمبتكرة.

### التحليل
يصف فريدمان العصر النيلي بأنه عصر مربك تقوده مستويات استثنائية من الإبداع البشري، حيث يمتلك الأفراد والكيانات الموهوبة بشكل غير طبيعي القدرة على الوصول إلى مستويات جديدة من الإمكانات البشرية والإنجاز الاقتصادي. إنه «عصر اقتصادي جديد حيث لم يعد مصدر الثروة الوطنية هو إيجار المورد بل البنية التحتية الاجتماعية الاقتصادية التي تسمح لكل شخص بتحقيق إمكانيته الإبداعية أو الفكرية. لكن وفقًا لفريدمان، وبالاعتماد على ملاحظاته للمؤشرات الاقتصادية الحديثة، والتقلب السوقي والسياسي، والنماذج التاريخية، إنه عصر سيولّد الرابحين والخاسرين عندما تفشل الدول والجماعات المتأخرة بالتكيف بسرعة كافية.
نشرت مجلة غلوبال بريسبكتيفز التابعة لليتر ون أواخر عام 2016  مؤشر النيلية، إذ صُنّفت 152 دولة بحسب قدرتها على المنافسة والنمو باقتصاداتها المدعومة بالمهارات الرقمية، والابتكار، والأفكار عوضًا عن كونها مدعومة بالموارد الطبيعية. أُطلقت جائزة النيلي (الإنديغو) عام 2017، لمكافأة المفاهيم الجديدة للقياس الاقتصادي التي تتجاوز مجرد الناتج المحلي الإجمالي، لمّا كانت الدول منتقلة في القرن الواحد والعشرين إلى الاقتصادات التي يشكّل فيها الابتكار، والإبداع، والمهارات الرقمية عوامل اقتصادية محركة. تهدف المنافسة إلى تحفيز النقاش حول العوامل المُقاسة حاليًا، والاقتصادات المتطورة المحددة، وقواعد المهارات والتكنولوجيا، وما يجب أخذه بعين الاعتبار في الإحصاءات الاقتصادية الرسمية التي تقيس ازدهار الاقتصاد الحديث، وحجمه، ونموه.